# HD 16220
HD 16220，又名BD+32 473，SAO 55711、HR 761，是一颗恒星，视星等为6.25，位于銀經147.26，銀緯-24.94，其B1900.0坐标为赤經2h 31m 5.2s，赤緯+32° -24.94′ 17″。